# Janusia muiri
Genre
Espèce
Janusia muiri, unique représentant du genre Janusia, est une espèce d'araignées aranéomorphes de la famille des Ctenidae.

## Distribution
Cette espèce est endémique du Goldfields-Esperance en Australie-Occidentale,. Elle se rencontre dans les grottes Weebubbie Cave et Pannikin Plain Cave dans la plaine de Nullarbor.

## Description
La carapace de la femelle holotype mesure 5,52 mm de long sur 4,44 mm de large, son abdomen 5,24 mm de long sur 3,91 mm de large.

## Étymologie
Cette espèce est nommée en l'honneur de B. Muir du Western Australian Speleological Group.

## Publication originale
- Gray, 1973 : Cavernicolous spiders from the Nullarbor Plain and south-west Australia. Australian Journal of Entomology, vol. 12, p. 207-221 (texte intégral).